# Od białego caratu do czerwonego
Od białego caratu do czerwonego – siedmiotomowa monumentalna niedokończona praca Jana Kucharzewskiego należąca do czołowych polskich osiągnięć dotyczących dziejów Rosji.

## Treść
Dzieło ukazało się w latach 1923–1935. Praca nie została ukończona. W okresie okupacji spłonęły 3 kolejne nie wydane tomy. Książka jest klasycznym studium z zakresu historii idei. Dzieło jest próbą wyjaśnienia korzeni bolszewizmu i kwestii ciągłości historycznej pomiędzy Rosją carską i komunistyczną. Praca oparta na solidnych podstawach źródłowych koncentruje się na historii ruchu rewolucyjnego w XIX wieku i specyfice myśli i kultury rosyjskiej. Jan Kucharzewski dowodzi, że jest ona zupełnie odmienna od tradycji europejskiej. Praca nie trzyma się sztywno ustalonych ram chronologicznych. Kucharzewski rekonstruował historyczną panoramę XIX-wiecznych dziejów imperium rosyjskiego. Praca dotyczy deformacji kultury politycznej na przykładzie despotycznej Rosji.
W okresie PRL książka była zakazana. Kucharzewski na emigracji wydał jej skrócone wydanie w języku angielskim. Książka wydana na Zachodzie stała się argumentem w dyskusji z prosowieckimi intelektualistami w Ameryce, była jednak krytykowana za interpretację źródeł przeprowadzoną w duchu reakcjonizmu oraz tendencyjną, a także dostosowaną do z góry założonej politycznej tezy. Anglojęzyczny skrót miał też swoje polskie wydanie pod nieco zmienionym tytułem: Od białego do czerwonego caratu.

### Wydania książki
- Jan Kucharzewski, Od białego caratu do czerwonego, t. 1: Epoka Mikołaja I, Warszawa: Wyd. Kasy Pomocy dla Osób Pracujących na Polu Naukowem im. J. Mianowskiego 1923; t. 2, cz. 1: Geneza maksymalizmu, t. 2 cz. 2: Dwa światy, Warszawa: Instytut Popierania Nauki Kasa im. Mianowskiego 1925; t. 3: Lata przełomu, Romanow, Pugaczew czy Pestel, Warszawa: Wyd. Kasy im. J. Mianowskiego 1928; t. 4: Wyzwalanie ludów, Warszawa: Wyd. Kasy im. J. Mianowskiego Instytutu Popierania Nauki 1931; t. 5: Terroryści, Warszawa: Wyd. Kasy im. J. Mianowskiego Instytutu Popierania Nauki 1931; t. 6: Rządy Aleksandra III. Ku reakcji, Warszawa: Wyd. Kasy im. J. Mianowskiego Instytutu Popierania Nauki 1933; t. 7: Tryumf reakcji, Warszawa: Wyd. Kasy im. J. Mianowskiego Instytutu Popierania Nauki 1935.
- Wydanie 1 powojenne pod red. nauk. Andrzeja Szwarca i Pawła Wieczorkiewicza: t. 1: Epoka mikołajowska, pod red. naukową A. Szwarca i P. Wieczorkiewicza, Warszawa 1998; t. 2: Geneza maksymalizmu. Dwa Światy, pod red. naukową A. Szwarca i P. Wieczorkiewicza, Warszawa 1998; t. 3: Lata przełomu. Romanow, Pugaczow czy Pestel, Warszawa 1999; t. 4: Wyzwalanie ludów, pod red. naukową F. Nowińskiego, Warszawa 1999; t. 5: Terroryści, pod red. naukową F. Nowińskiego, Warszawa 2000; t. 6: Rządy Aleksandra III. Ku reakcji, pod red. naukową F. Nowińskiego, Warszawa 2000; t. 7: Triumf reakcji, pod red. naukową A. Szwarca i P. Wieczorkiewicza, Warszawa 2000, Wydawnictwo Naukowe PWN, ISBN 83-01-12453-9[1].
- Wydanie angielskie skrócone: The Origin of Modern Russia, New York: Polish Institute of Arts and Sciences in America 1948. Przekład polski: Od białego do czerwonego caratu, z przedmową Oskara Haleckiego, Londyn: Katolicki Ośrodek Wydawniczy „Veritas” 1958 (wyd. 2 – 1986; wyd. 3 – 1989).

### Omówienia i analizy
- Mirosław Filipowicz, Wobec Rosji. Studia z dziejów historiografii polskiej od końca XIX wieku po II wojnę światową, Lublin: Instytut Europy Środkowo-Wschodniej 2000, s. 76–82.
- Mirosław Filipowicz, Emigranci i jankesi. O amerykańskich historykach Rosji, Lublin: Wydawnictwo KUL 2007, s. 191–194.
- Marek Kornat, Bolszewizm – totalitaryzm – rewolucja – Rosja. Początki sowietologii i studiów nad systemami totalitarnymi w Polsce (1918–1939), t. 1, Kraków: Księgarnia Akademicka 2003, s. 259–291.
- Marek Kornat, Spory o Kucharzewskiego, „Arcana” 5 (1999), nr 2 s. 123–133; nr 5, s. 156–169.
- Przemysław Waingertner, Rosyjskie korzenie bolszewizmu w refleksji Jana Kucharzewskiego, „Niepodległość” 36 (2006), s. 146–155.
- Andrzej Wierzbicki, Groźni i wielcy. Polska myśli historyczna XIX i XX wieku wobec rosyjskiej despotii, Warszawa: „Sic!” 2001, s. 162–187.

1. ↑  Recenzje:Cezary Chlebowski, Od białego caratu do czerwonego, t. 1-3 – recenzja, „Tygodnik Solidarność” 1999, nr 3, s. 17; Jan Gondowicz, Przemalowane imperium, „Nowe Książki” 1999, nr 1, s. 54–55 (recenzja – t. 1-3); Bogdan Madej, Od białego caratu do czerwonego, t. 1-7 – recenzja, „Rzeczpospolita” 2000, nr 275, s. D3; Andrzej Bąkowski, ''Od białego caratu do czerwonego, t. 1-7 – recenzja, „Palestra” 2000, nr 7/8, s. 140–144.